# 周炼
周炼（1966年10月—），广西南宁人，壮族，中国共产党党员。中华人民共和国政治人物、第十三届全国人民代表大会广西壮族自治区代表。

## 生平
曾任国家开发银行广西分行副行长、山西分行行长。现任广西投资集团董事长。
2018年，周炼被选为广西壮族自治区出席第十三届全国人民代表大会代表。